# NGC 1285
NGC 1285 (również PGC 12259) – galaktyka spiralna z poprzeczką (SBb/P), znajdująca się w gwiazdozbiorze Erydanu. Odkrył ją Heinrich Louis d’Arrest 28 października 1865 roku.
W galaktyce tej zaobserwowano supernowe SN 2004F i SN 2013el.